# Maurice Lucas
Maurice Lucas (ur. 18 lutego 1952 w Pittsburghu, zm. 31 października 2010 w Portland) – amerykański koszykarz, występujący na pozycji skrzydłowego, mistrz NBA z 1977, uczestnik spotkań gwiazd, kilkukrotnie wybierany do składów najlepszych zawodników oraz obrońców ligi. Zaliczony do składu najlepszych zawodników w historii ligi ABA.

## Osiągnięcia

### NCAA
- Wicemistrz NCAA (1974)[5]
- Zaliczony do I składu turnieju NCAA (1974)[6]

### ABA
- Uczestnik meczu gwiazd ABA (1976)[7]
- Zaliczony do składu najlepszych zawodników w historii ligi ABA (ABA's All-Time Team - 1997)[4]

### NBA
- Mistrz NBA (1977)[1]
- Uczestnik meczu gwiazd:
  - NBA (1977–1979, 1983)[8]
  - Legend NBA (1991–1993)[9]
- Wybrany do:
  - I składu defensywnego NBA (1978)[3]
  - II składu:
    - NBA (1978)[2]
    - defensywnego NBA (1979)[3]
- Zawodnik tygodnia NBA (26.12.1982)[10]
- Klub Portland Trail Blazers zastrzegł należący do niego w numer 20[11]

### Reprezentacja
- Mistrz Uniwersjady (1973)[12]